# HSK Hansa
HSK Hansa („Schiff 5”) – niemiecki krążownik pomocniczy (rajder) Kriegsmarine okresu II wojny światowej. Był ostatnim statkiem przebudowanym na krążownik pomocniczy, ale nie odbył żadnego rejsu rajderskiego. Od lutego 1944 pełnił rolę statku szkolnego, a od sierpnia 1944 do maja 1945 brał udział w ewakuacji wojska i ludności cywilnej z Prus Wschodnich. Po wojnie pływał pod różnymi nazwami pod banderą brytyjską.